# Kanzaki
Kanzaki (japanska: 神埼市?, Kanzaki-shi) är en stad i Saga prefektur i södra Japan. Staden bildades 2006 genom en sammanslagning av kommunerna Kanzaki, Chiyoda och Sefuri.